# Типы радиопередач
Международный союз электросвязи использует согласованную на международном уровне систему классификации радиочастотных сигналов. Каждый тип радиопередачи классифицируется в соответствии с шириной его полосы, методом модуляции, характером модулирующего сигнала и типом информации, передаваемой в несущем сигнале. Он основан на характеристиках сигнала, а не на используемом передатчике.
Эта система обозначений была согласована на Всемирной административной радиоконференции 1979 года (WARC 79) и привела к принятию Регламента радиосвязи, вступившего в силу 1 января 1982 года. Аналогичная система обозначений использовалась в соответствии с предыдущим Регламентом радиосвязи.

## Обозначение
Обозначение передачи имеет вид ПППП 123 45, где
- ПППП — ширина полосы сигнала,
- 1 — буква, обозначающая тип модуляции, используемой для основной несущей[2],
- 2 — цифра, представляющая тип модулирующего сигнала, опять же, основной несущей,
- 3 — буква, соответствующая типу передаваемой информации,
- 4 — буква, обозначающая практические детали передаваемой информации,
- 5 — буква, обозначающая метод мультиплексирования.

Поля 4 и 5 являются необязательными.

### Полоса пропускания
Полоса пропускания (выше ПППП) обозначается четырьмя символами: тремя цифрами и одной буквой. Буква занимает позицию, обычно используемую для десятичной точки, и указывает, какая единица частоты используется для выражения полосы пропускания. Буква H обозначает герц, K обозначает килогерц, M обозначает мегагерц, а G обозначает гигагерц . Например, «500H» означает 500 Гц, а «2М50» означает 2,5 МГц. Первый символ должен быть цифрой от 1 до 9 или буквой H; он не может быть цифрой 0 или другой буквой.

### Тип модуляции
| Литера | Описание                                                                            |
| ------ | ----------------------------------------------------------------------------------- |
| A      | Двухполосная амплитудная модуляция (например, радиовещание AM)                      |
| B      | Независимая боковая полоса (две боковые полосы, содержащие разные сигналы)          |
| C      | Рудиментарная боковая полоса (например, NTSC)                                       |
| D      | Комбинация AM и FM или PM                                                           |
| F      | Частотная модуляция (например, FM-радио)                                            |
| G      | Фазовая модуляция                                                                   |
| H      | Однополосная модуляция с полной несущей (например, используемая CHU)                |
| J      | Однополосный с подавленной несущей (например, коротковолновые любительские станции) |
| K      | Амплитудно-импульсная модуляция                                                     |
| L      | Широтно-импульсная модуляция (например, используемая WWVB)                          |
| M      | Импульсно-позиционная модуляция                                                     |
| N      | Немодулированная несущая (постоянный одночастотный сигнал)                          |
| P      | Последовательность импульсов без модуляции                                          |
| Q      | Последовательность импульсов с фазовой или частотной модуляцией в каждом импульсе   |
| R      | Однополосный с уменьшенной или переменной несущей                                   |
| V      | Комбинация методов импульсной модуляции                                             |
| W      | Комбинация любого из вышеперечисленных                                              |
| X      | Ни один из вышеперечисленных                                                        |

### Тип модулирующего сигнала
| Литера | Описание                                                                |
| ------ | ----------------------------------------------------------------------- |
| 0      | Нет модулирующего сигнала                                               |
| 1      | Один канал, содержащий цифровую информацию, без поднесущей              |
| 2      | Один канал, содержащий цифровую информацию, с использованием поднесущей |
| 3      | Один канал, содержащий аналоговую информацию                            |
| 4      | Факсимиле (исключён)                                                    |
| 5      | Видео (исключён)                                                        |
| 7      | Более одного канала, содержащего цифровую информацию                    |
| 8      | Более одного канала, содержащего аналоговую информацию                  |
| 9      | Комбинация аналоговых и цифровых каналов                                |
| X      | Ни один из вышеперечисленных                                            |

Типы 4 и 5 были исключены из использования в соответствии с Регламентом радиосвязи 1982 года.

### Тип передаваемой информации
| Литера | Описание                                                                                              |
| ------ | --- |
| A      | Звуковой телеграф, предназначенный для расшифровки на слух, например азбука Морзе                     |
| B      | Электронная телеграфия, предназначенная для машинного декодирования (радиотелетайп и цифровой режимы) |
| C      | Факсимиле (неподвижные изображения)                                                                   |
| D      | Передача данных, телеметрия или дистанционное управление                                              |
| E      | Телефония (голос или музыка, предназначенные для прослушивания человеком)                             |
| F      | Видео (телевизионные сигналы)                                                                         |
| N      | Отсутствие передаваемой информации (кроме наличия самого сигнала)                                     |
| W      | Комбинация любого из вышеперечисленных                                                                |
| X      | Ни один из вышеперечисленных                                                                          |

### Подробности об информации
| Литера | Описание |
| ------ | --- |
| A      | Код с двумя условиями, элементы различаются по количеству и продолжительности                                                             |
| B      | Код с двумя условиями, элементы фиксированы по количеству и продолжительности                                                             |
| C      | Код с двумя условиями, элементы фиксированы по количеству и продолжительности, включено исправление ошибок                                |
| D      | Код из четырех условий, по одному условию на «сигнальный элемент»                                                                         |
| E      | Код с несколькими условиями, по одному условию на «сигнальный элемент»                                                                    |
| F      | Код с несколькими условиями, один символ, представленный одним или несколькими условиями                                                  |
| G      | Монофонический звук вещательного качества                                                                                                 |
| H      | Стереофонический или квадрофонический звук вещательного качества                                                                          |
| J      | Звук коммерческого качества (не вещание)                                                                                                  |
| K      | Звук коммерческого качества — используется инверсия частоты и/или «разделение полос»                                                      |
| L      | Звук коммерческого качества, независимые FM-сигналы, такие как контрольные сигналы, используемые для управления демодулированным сигналом |
| M      | Изображения или видео в оттенках серого                                                                                                   |
| N      | Полноцветные изображения или видео |
| W      | Комбинация двух или более из вышеперечисленных                                                                                            |
| X      | Ни один из вышеперечисленных |

### Мультиплексирование
| Характер | Описание                                         |
| -------- | ------------------------------------------------ |
| C        | Кодовое разделение (исключая расширенный спектр) |
| F        | Частотное разделение                             |
| N        | Не используется / не мультиплексируется          |
| T        | Разделение по времени                            |
| W        | Комбинация частотного и временного разделений    |
| X        | Ни один из вышеперечисленных                     |

## Примеры

### Вещание
- А3Е или А3Е G — амплитудная модуляция, используемая для обычного длинно- и средне- или коротковолнового AM-вещания[англ.].
- А8Е, А8Е Н — AM-стереовещание[англ.].
- F8E, F8E H — FM-вещание для радиопередач на УКВ и в качестве звуковой составляющей передач аналогового ТВ. Поскольку для стерео и RDS обычно используются пилот-тоны (поднесущие), используется обозначение «8» для обозначения нескольких сигналов.
- C3F, C3F H — аналоговые телевизионные видеосигналы PAL, SECAM или NTSC (до 1982 г. тип A5C).
- C7W — цифровое телевидение ATSC, обычно на УКВ или УВЧ.
- G7W — цифровое телевидение DVB-T, ISDB-T и DTMB[англ.], обычно на УКВ или УВЧ.

### Двусторонняя радиосвязь
- A3E — речевая AM-связь – используется в авиа- и любительской связи.
- F3E — речевая FM-связь — используется для морской связи и многих других видов УКВ-связи.
- 20K0 F3E — «широкий» FM, ширина 20,0 кГц, ±5 кГц девиация, всё ещё широко используемая для любительского радио, погодного радио NOAA, морских и авиационных пользователей, а также наземных мобильных пользователей на частотах ниже 50 МГц.[4]
- 11K2 F3E — «узкий» FM, полоса пропускания 11.25 кГц, девиация ±2,5 кГц. В Соединенных Штатах все пользователи службы наземной мобильной радиосвязи (LMRS), работающие на частоте выше 50 МГц, должны были перейти на узкополосное оборудование к 1 январю 2013 г.[5][6][7]
- J3E — речевая SSB-связь, используемая на КВ- диапазонах морскими, авиационными и любительскими пользователями.